# Sibelius (film)
Sibelius è un film biografico finlandese del 2003 su Jean Sibelius, diretto e scritto da Timo Koivusalo. È il primo lungometraggio sul famoso compositore.

## Trama
Mentre Johan Julius Christian ("Jean") Sibelius è ancora un bambino, suo padre Christian muore; la famiglia sta affrontando un disastro finanziario e deve vendere la propria proprietà. Il giovane Sibelius trova una nuova figura paterna nello zio Pehr.
All'inizio dei suoi studi musicali con Martin Wegelius, Sibelius adotta il nome di suo zio Jean. Afflitto da insicurezza, continua a studiare legge e, su consiglio del suo professore, ritorna alla musica che gli è vicina al cuore mentre non è interessato alla legge.
Sibelius incontra Aino, figlia della sua sponsor artistica Elisabeth Järnefelt e sua futura moglie; Sibelius entra anche in contatto con compositori come Robert Kajanus e Ferruccio Busoni. Aino è impressionata dalle opere dell'amico scrittore Juhani Aho. Durante una borsa di studio di un anno a Berlino, organizzata da Wegelius nel 1889, deve affrontare le esigenze critiche del suo insegnante Albert Becker. Sibelius approfondisce la sua amicizia con lo scrittore Adolf Paul. Durante la sua permanenza a Berlino, lo zio Pehr muore.
Dopo essere tornato da Berlino, Sibelius dichiara il suo amore ad Aino. Poco dopo il fidanzamento inizia una visita di studio a Vienna, dove stabilisce importanti contatti sociali. Lì, tuttavia, i suoi piani per perseguire una carriera come violinista falliscono. Sibelius è afflitto dalla gelosia quando si scopre che Juhani Aho ha esplicitato il suo amore per Aino in un romanzo.
Quando Sibelius torna in Finlandia, lui e Aino si sposano. Sibelius celebra il suo primo successo con il suo poema sinfonico Kullervo. Presto nasce la prima figlia Eva. Quando nel 1894 lo zar russo Alessandro III muore, gli amici di Sibelius si preoccupano di come si svilupperà il dominio russo in Finlandia sotto il nuovo zar Nicola II.
La famiglia Sibelius cresce con la nascita di più figlie; Sibelius, tuttavia, si concentra interamente sulla composizione, il che porta ad uno sconvolgimento del matrimonio. Poco dopo muore la madre di Sibelius Maria. Sibelius e Kajanus sfidano l'intensificarsi della censura russa con un'esecuzione del poema sinfonico patriottico di Sibelius Finlandia.
D'altra parte Sibelius deve presto far fronte alla perdita di sua figlia Kirsti, che muore di tifo. Durante un soggiorno della famiglia Sibelius a Rapallo, in Italia, una delle figlie sopravvissute si ammala, ma si riprende per con grande sollievo della famiglia. Sibelius compone a Rapallo la sua seconda sinfonia, la cui premiere sarà un grande successo.
Nel costruire la loro casa, Ainola, sul lago Tuusulanjärvi, la coppia Sibelius deve affrontare problemi finanziari. La sorella malata di Sibelius deve andare in sanatorio; Sibelius stesso soffre di ronzio nelle orecchie e delle conseguenze del suo vizio di bere; dopo un'operazione per un tumore, Sibelius smette di fumare e bere.
Dopo aver composto la King Christian Suite, Sibelius scrive la Jääkärimarssi per le truppe che combattono contro la Russia nel corso della rivoluzione di ottobre. Come risultato dei disordini, l'Armata Rossa cerca armi nella sua casa. A causa della composizione della Jääkärimarssi, Sibelius deve fuggire con la sua famiglia.
In età avanzata, Sibelius brucia i suoi progetti di un'ottava sinfonia.